# Lijst van voetbalinterlands Namibië - Rwanda
Deze lijst van voetbalinterlands is een overzicht van alle officiële voetbalwedstrijden tussen de nationale teams van Namibië en Rwanda. De landen speelden tot op heden drie keer tegen elkaar. De eerste ontmoeting, een kwalificatiewedstrijd voor het Wereldkampioenschap voetbal 2006, werd gespeeld op 12 oktober 2003 in Kigali. Het laatste duel, een vriendschappelijke wedstrijd, vond plaats in de Rwandese hoofdstad op 14 november 2012.

## Wedstrijden
| № | Datum    | Plaats           | Competitie           | Wedstrijd        | Uitslag |
| - | -------- | ---------------- | -------------------- | ---------------- | ------- |
| 1 | Kigali   | 12 oktober 2003  | WK 2006 kwalificatie | Rwanda – Namibië | 3 – 0   |
| 2 | Windhoek | 15 november 2003 | WK 2006 kwalificatie | Namibië – Rwanda | 1 – 1   |
| 3 | Kigali   | 14 november 2012 | Vriendschappelijk    | Rwanda – Namibië | 2 – 2   |

## Samenvatting
| Competitie        | Totaal gespeeld | Winst Namibië | Gelijk | Winst Rwanda | Doelsaldo Namibië – Rwanda |
| ----------------- | --------------- | ------------- | ------ | ------------ | -------------------------- |
| WK-kwalificatie   | 2               | 0             | 1      | 1            | 1 − 4                      |
| Vriendschappelijk | 1               | 0             | 1      | 0            | 2 − 2                      |
| Totaal            | 3               | 0             | 2      | 1            | 3 − 6                      |

NFA · 
Namibisch vrouwenelftal
1990 – 1999 ·
2000 – 2009 ·
2010 – 2019 ·
2020 − 2029
1990 · 
1991 · 
1992 · 
1993 · 
1994 · 
1995 · 
1996 · 
1997 · 
1998 · 
1999 · 
2000 · 
2001 · 
2002 · 
2003 · 
2004 · 
2005 · 
2006 · 
2007 · 
2008 · 
2009 · 
2010 · 
2011 · 
2012 · 
2013 · 
2014 ·
2015 ·
2016 ·
2017 ·
2018 ·
2019 ·
2020 ·
2021 ·
2022 ·
2023
Algerije ·
Angola ·
Benin ·
Botswana ·
Burkina Faso ·
Burundi ·
Comoren ·
Congo-Brazzaville ·
Congo-Kinshasa ·
Djibouti ·
Egypte ·
Equatoriaal-Guinea ·
Eritrea ·
Ethiopië ·
Gabon ·
Gambia ·
Ghana ·
Guinee ·
Guinee-Bissau ·
India ·
Ivoorkust ·
Kameroen ·
Kenia ·
Lesotho ·
Libanon ·
Liberia ·
Libië ·
Madagaskar ·
Malawi ·
Mali ·
Marokko ·
Mauritius ·
Mozambique ·
Niger ·
Nigeria ·
Oeganda ·
Rwanda ·
Saoedi-Arabië ·
Sao Tomé en Principe ·
Senegal ·
Seychellen ·
Swaziland ·
Tanzania ·
Togo ·
Tsjaad ·
Tunesië ·
Zambia ·
Zimbabwe ·
Zuid-Afrika
FERWAFA · Rwandees vrouwenelftal
1976 – 1989 · 
1990 – 1999 · 
2000 – 2009 · 
2010 – 2019 ·
2020 − 2029
Algerije ·
Angola ·
Benin ·
Botswana ·
Burundi ·
Centraal-Afrikaanse Republiek ·
Congo-Brazzaville ·
Congo-Kinshasa ·
Djibouti ·
Egypte ·
Equatoriaal-Guinea ·
Eritrea ·
Ethiopië ·
Gabon ·
Ghana ·
Guinee ·
Ivoorkust ·
Kaapverdië ·
Kameroen ·
Kenia ·
Lesotho ·
Liberia ·
Libië ·
Madagaskar ·
Malawi ·
Mali ·
Marokko ·
Mauritanië ·
Mauritius ·
Mozambique ·
Namibië ·
Nigeria ·
Oeganda ·
Senegal ·
Seychellen ·
Soedan ·
Somalië ·
Tanzania ·
Togo ·
Tunesië ·
Zambia ·
Zimbabwe ·
Zuid-Afrika ·
Zuid-Soedan